# Paus Paulus II
Paus Paulus II, geboren als Pietro Barbo (Venetië, 23 februari 1417 – Rome, 26 juli 1471) was paus van de Rooms-Katholieke Kerk van 30 augustus 1464 tot aan zijn dood. Hij was kardinaal-nepoot van paus Eugenius IV en de oom van de later als kardinaal benoemde Marco Barbo, Giovanni Battista Zeno en Giovanni Michiel.

## Biografie

### 1417-1464
Pietro was de zoon van Niccolo Barbo, een rijk Venetiaans koopman, en Polixena Condulmer, een zuster van paus Eugenius IV. Hoewel Pietro voorbestemd was voor een carrière binnen de overzeese handel, was het door toedoen van zijn tot paus gekozen oom (1431) dat Pietro de studies geschiedenis en kerkelijk recht ging volgen aan het pauselijk hof.
In 1436 volgde zijn eerste kerkelijke benoemingen: aartsdiaken van Bologna en kanunnik van het kathedraalkapittel in Padua. Tijdens het consistorie van 1 juli 1440 werd Pietro door paus Eugenius IV tot kardinaal-diaken gecreëerd waarbij hem de titeldiakonie van Santa Maria Nuova werd toegewezen. Tevens werd Pietro aangesteld als bestuurder van het bisdom Cervia, een functie die hij tot 1451 zou aanhouden. Onder paus Martinus V opteerde Pietro voor de titel kardinaal-priester, die hem door de paus op 16 juni 1451 werd verleend en waarbij hem de titelkerk San Marco werd toegewezen. Tegelijkertijd volgde zijn benoeming tot bisschop van Vicenza (1451) en tot bisschop van Padua (1459).

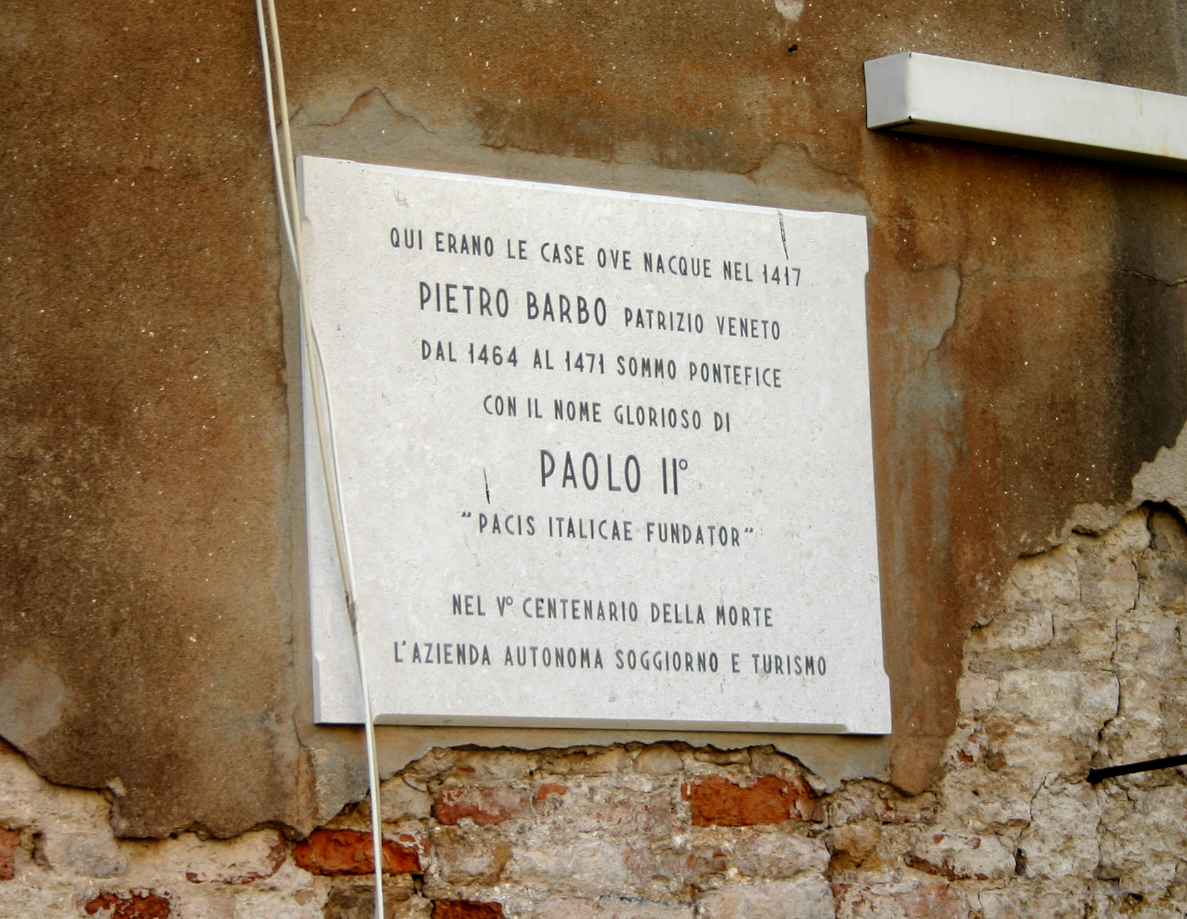
Plaquette op geboortehuis van Pietro Barbo

In de periode 1440-1464 was Pietro actief binnen de Romeinse Curie en stond hij de verschillende pausen bij bij het oplossen van conflicten met wereldlijke leiders. Zo slaagde hij erin de rivaliserende Romeinse families Orsini en Colonna een wapenstilstand te laten sluiten in 1455 en trad hij op als bemiddelaar tussen paus Calixtus III en de koning van Napels, Alfons V van Aragón over het recht op bestuur over gebieden binnen Italië. Zijn goede relatie met deze eerste Borgia-paus –alsmede met diens familieleden- resulteerde erin, dat bij de dood van Calixtus III Pietro het opnam voor de prefect van Rome, Pedro Luis Borgia, en erin slaagde hem met steun van zijn broer kardinaal Rodrigo Borgia uit de stad te laten vluchten.
De verstandhouding tussen Pietro en paus Pius II (1458-1464) was daarentegen minder, omdat Pius zich diverse malen geërgerd had aan het optreden van de kardinaal. Al voor zijn benoeming tot paus sprak Pius II –toen nog Aeneas Piccolomini- er schande van hoe Pietro de minnares van de Napolitaanse koning, Lucretia, met alle egards ontving en haar zelfs diverse malen bij haar verblijf in Rome bezocht. Door deze handelwijze omschreef Piccolomini in zijn dagboek Pietro als “een gedreven najager van aardse gunsten.”
Een ander voorval betrof de vermeende dood van de priester van de kerk Santa Maria dell’ Impruneta te Impruneta (provincie Florence). Naar aanleiding hiervan eiste Pietro Barbo van Pius II, dat het bezit van de kerk aan hem werd toevertrouwd. Deze kerk gold als een belangrijk en rijk heiligdom door de aanwezigheid van een afbeelding van de Maagd Maria, die nog geschilderd zou zijn door de evangelist Lucas. Barbo meende deze eis te kunnen neerleggen, doordat onder meer door zijn optreden tijdens het conclaaf van 1458 Piccolomini als Pius II gekozen werd. Pius wees de aanspraak echter af, omdat hij meende dat zo’n belangrijke parochiekerk niet in het bezit mocht komen van een kardinaal.
In deze periode kwam ook de verstandhouding met zijn geboortestad Venetië onder druk te staan, wat bleek uit het verzet van de Venetianen tegen de benoeming van Pietro tot bisschop van Padua in 1459. De Raad van Tien, hoogste bestuursorgaan van de Republiek, had zelf kandidaten voor de vacante zetel voorgedragen, maar Pius gaf de voorkeur aan Barbo. De Venetianen verafschuwden echter de idee dat het bisdom in commendam aan Barbo gegeven zou worden, wat een belediging was voor de status van Padua als kerkprovincie. Deze gedachtegang was niet geheel onterecht wat ook blijkt uit het dagboek van Pius II, waarin hij schrijft waarom hij Barbo aanstelde: “Wij wilden u geen beneficium geven dat weinig zou opbrengen; wij hebben gewacht op iets aanzienlijks dat u duidelijk zou maken hoezeer u ons dierbaar bent.”
Het verzet van Venetië resulteerde erin, dat Pietro nooit het bestuur van het bisdom op zich nam, en binnen een jaar afzag van de benoeming. De Venetiaanse argwaan ten opzichte van Pietro Barbo kwam later ook tot uiting bij diens benoeming tot paus in 1464, toen leden van de beoogde delegatie aan de paus afzagen hun eerbetoon aan de nieuwe paus te brengen.
| Kerkelijke functies                                    | Kerkelijke functies               |
| Positie                                                | Data                              |
| ------------------------------------------------------ | --------------------------------- |
| Apostolische pronotaris en aartsdeken van Bologna      | 1436                              |
| Kanunnik van kathedraal Padua                          |                                   |
| Kardinaal-diaken, S. Maria Nuova                       | 4 juli 1440                       |
| Administrateur van bisdom Cervia                       | 4 juli 1440 – 19 juni 1451        |
| Aartspriester van Sint-Pietersbasiliek                 | 1445                              |
| Camerlengo                                             | 13 augustus 1445 – 7 oktober 1446 |
| Kardinaal-priester,titelkerk S.Marco                   | 16 juni 1451                      |
| Bisschop van Vicenza                                   | 16 juni 1451 – 30 augustus 1464   |
| In commendam vier kloosters in Padua, Aquila en Verona | tot aan 23 december 1467          |
| Camerlengo                                             | 1460 en ad interim 1463           |

Gedurende de periode van zijn kardinaalschap gold Pietro Barbo als een welgesteld man, wat hij te danken had aan de verschillende beneficiën en kerkelijke aanstellingen. Veel geld werd uitgegeven aan de verfraaiing van bouwwerken waaronder die van zijn titelkerk San Marco te Rome. In 1455 gaf Pietro de opdracht om naast de kerk een paleis te bouwen, het Palazzo di San Marco –het huidige Palazzo Venezia- waarin hij gedurende zijn pausschap ook enige tijd zou resideren. Door zijn tijdgenoten werd Barbo gezien als een vrijgevig man, die ook voor de armen opkwam onder andere door verstrekking van gratis medicijnen. Zijn voorliefde voor uiterlijk vertoon, gevoed door zijn ijdelheid, zou tijdens zijn pontificaat alleen maar toenemen.

### Het conclaaf van 1464
Evenals bij vorige conclaven braken er door de sedisvacatie rellen uit in Rome. Hierdoor ontstond er binnen het kardinalencollege twijfel over de eventuele locatie, waar de verkiezing zou moeten plaatsvinden. Nadat Antonio Piccolomini (in het bezit van de Engelenburcht en familielid van een van de deelnemende kandidaten) de veiligheid van de kardinalen toegezegd had, werd besloten het conclaaf in het Vaticaan te houden.
Van de 29 kardinalen die gerechtigd waren deel te nemen aan de stemming, reisden er 19 af naar Rome. De samenstelling van het kiescollege was gebaseerd op 4 nationaliteiten: 10 Italianen, 4 Fransen, 4 Spanjaarden en 1 Griek. Van de kandidaten werden Johannes Bessarion en Guillaume d’Estoutville als meest papabile genoemd, mede door hun staat van dienst, maar ook circuleerde de naam van Rodrigo de Borja y Borja, de latere paus Alexander VI (1492).
Bij de besprekingen voorafgaand aan het conclaaf eisten de kardinalen, dat er harde afspraken gemaakt zouden worden, die golden voor de nieuwe paus. Deze afspraken kwamen voort uit de frustratie die de kardinalen hadden gehad tijdens het pontificaat van Pius II, waarbij de macht van de kardinalen danig aan banden was gelegd. In een document werd bepaald, dat de nieuwe paus moest toezien op en het handhaven van:
- uitbreiding van de invloed van het College van Kardinalen, waarbij de paus meer als voorzitter van het college werd
- kardinaalsbenoemingen mochten alleen plaatsvinden met toestemming van het College; het maximaal aantal kardinalen in het college mocht slechts 24 bedragen
- tijdens zijn pontificaat was het de paus slechts toegestaan één kardinaal-nepoot te benoemen, die bovendien ook ouder moest zijn dan 30 jaar
- de paus moest zich richten op de strijd tegen het Ottomaanse Rijk
- de paus mocht Rome niet verlaten zonder toestemming van een meerderheid van de kardinalen en mocht Italië niet verlaten zonder algehele toestemming van het College van Kardinalen
- het bijeenroepen van een concilie binnen drie jaar na aantreden van de paus

Al deze besluiten moesten door de nieuwe paus aanvaard worden en ondertekend (iets wat Barbo ook aanvankelijk zou doen, maar eenmaal tot paus gekozen werd het document ontkracht).
Bij de eerste stemming op 30 augustus behaalde Barbo 11 van de 19 stemmen, 3 te weinig voor een keuze. Door het recht van ‘accessus’, het recht van een kardinaal om na een stemronde alsnog zijn stem te wijzigen ten voordele van een andere kandidaat, verkreeg Barbo tijdens de eerste ronde alsnog de 3 extra benodigde stemmen, waardoor zijn electie vaststond. Bij zijn acceptatie nam hij de naam Paulus II aan.
De kroning vond plaats op 16 september 1464 op de trappen van de Sint-Pietersbasiliek en werd uitgevoerd door kardinaal Niccolo Fortiguerra, die de zieke kardinaal-protodiaken Rodrigo Borgia verving.

## Pontificaat

### Conflicten binnen het Vaticaan
Al snel na zijn aantreden maakte Paulus II duidelijk, dat hij geen gehoor zou geven aan de verkiezingscapitulatie. Volgens de kerkelijke doctrine gold, dat het bestuur van de kerk een monarchaal karakter droeg, waarbij de paus de hoogste macht uitoefende. In de visie van Paulus zou de limitering van zijn gezag gevolgen kunnen hebben voor de uitvoering van geloofsaangelegenheden. Elke voorstel tot verandering van het bestuur van de kerk werd door de paus dan ook beschouwd als een niet bindend advies, waarbij de teneur van de dwingende capitulatie gezien werd als onrechtmatig.
Na juridisch onderzoek in opdracht van Paulus II werd een nieuwe capitulatie opgemaakt, waarin de macht van de paus omschreven werd en waarin de positie van de kardinalen weer danig ingeperkt werd. Alle kardinalen werden verplicht dit nieuwe document te ondertekenen, iets wat alleen door kardinaal Juan de Carvajal werd geweigerd, zij het, dat de andere prelaten heftig protesteerden en de paus verweten dat hij zich gedroeg als een despoot.
| Kardinaalscreaties door paus Paulus II | Kardinaalscreaties door paus Paulus II                           |
| Naam                                   | Reden van creatie                                                |
| -------------------------------------- | ---------------------------------------------------------------- |
| Consistorie 18 september 1467          |                                                                  |
| Thomas Bourchier                       | Op voordracht van koning Eduard IV van Engeland                  |
| István Várdai                          | Op voordracht van Matthias Corvinus en Lodewijk XI van Frankrijk |
| Oliviero Carafa                        | Op voordracht van Ferdinand I van Napels                         |
| Amico Agnifili                         | Voormalig leraar van Paulus II                                   |
| Marco Barbo                            | Kardinaal-nepoot                                                 |
| Jean Balue                             | Op voordracht van Lodewijk XI van Frankrijk                      |
| Francesco della Rovere                 | Op voordracht van kardinaal Johannes Bessarion                   |
| Teodoro Paleologo di Montferrato       | Op voordracht van koning van Cyprus                              |
| Consistorie 21 november 1468           |                                                                  |
| Giovanni Battista Zeno                 | Kardinaal-nepoot                                                 |
| Giovanni Michiel                       | Kardinaal-nepoot                                                 |

Onder meer was het voor Paulus II nu mogelijk vrijelijk nieuwe kardinalen te creëren, waaronder drie directe familieleden: Marco Barbo, Giovanni Battista Zeno en Giovanni Michiel. Van de overige zeven nieuwe kardinalen werden er vijf op voordracht van een Europese vorst gecreëerd; de twee anderen behoorden tot de vriendenkring van Paulus II.
Als handreiking richting de kardinalen was Paulus II bereid de waardigheid van het kardinaalsambt te bevestigen door hen toe te staan de rode baret te dragen en mochten zij tijdens plechtige (kerkelijke) vieringen zijden, rijk versierde mijters dragen, iets wat tot dan toe voorbehouden was aan de paus. Ook bedeelde de paus oudere kardinalen met een aanvullend pensioen.
Toch bleef het ongenoegen bestaan, wat onder meer voortkwam uit de levensstijl van de nieuwe paus. Verzoeken om met de paus te beraadslagen over kerkelijke, dan wel wereldlijke zaken werden eindeloos uitgesteld. Audiënties werden haast niet verleend, en wanneer de paus bereid was een kardinaal te woord te staan, kon dat alleen ’s nachts. Uit pure frustratie verspreidden diverse kardinalen geruchten over Paulus, waarbij hem onder andere verweten werd dat hij een vrek was, iets wat volledig werd tegengesproken door de aantekeningen uit de administratie van het Vaticaan waaruit bleek, dat de paus vele giften schonk aan de armen en berooide kardinalen financieel tegemoetkwam.

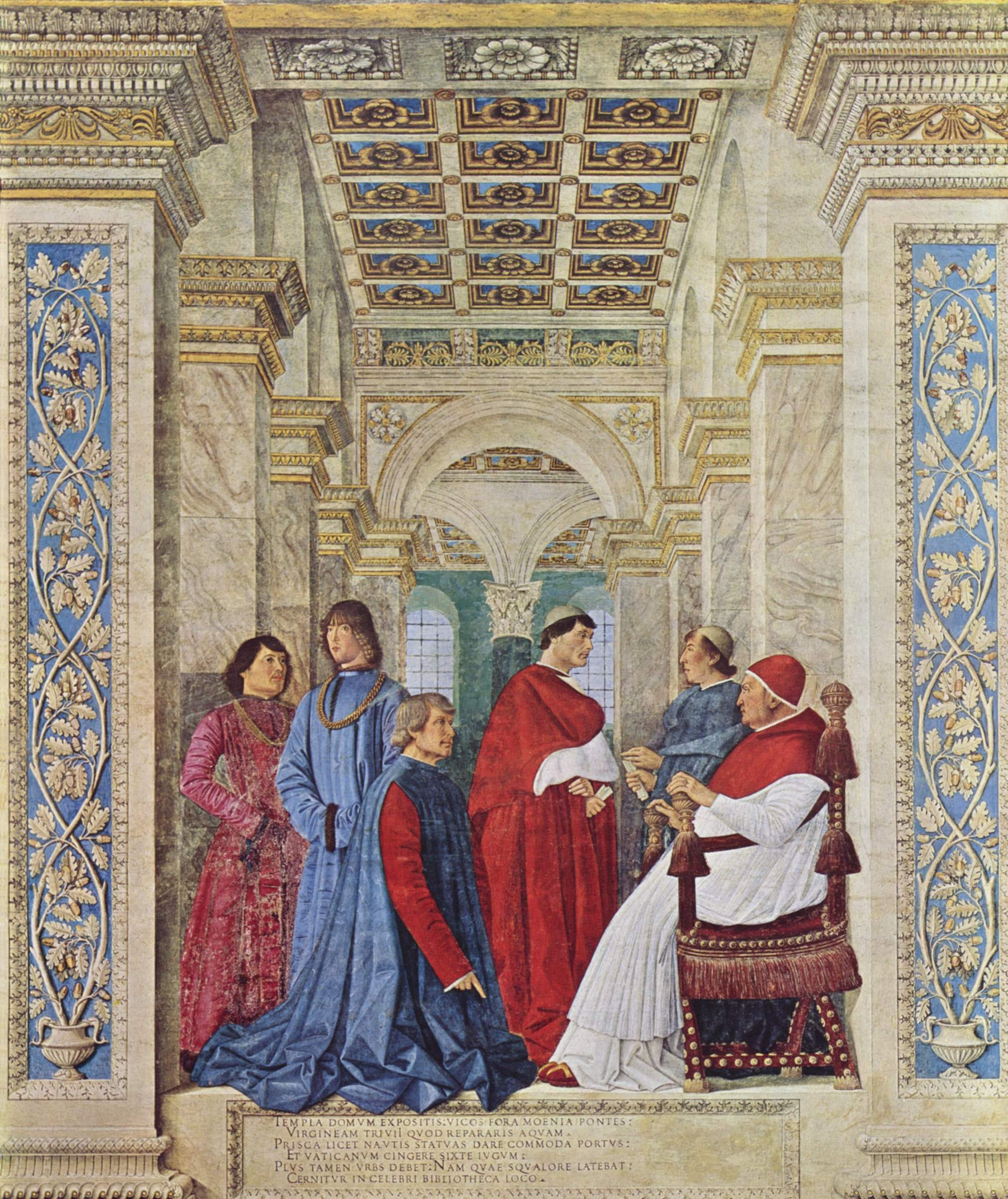
Benoeming Bartolomeo Platina (geknield) tot prefect door paus Sixtus IV (r)

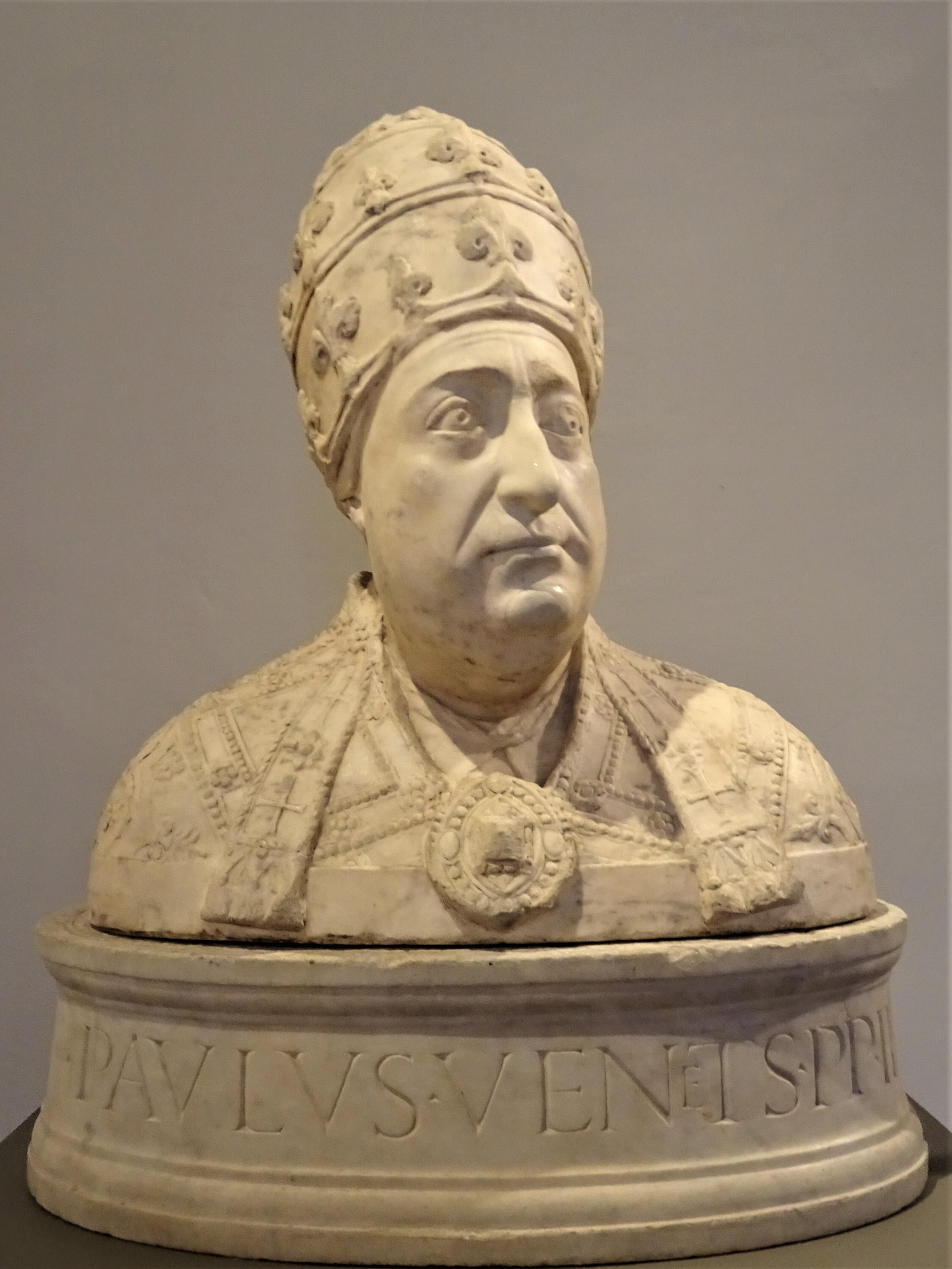
borstbeeld van Paulus II door Mino da Fiesole

Een volgend conflict binnen het pauselijk hof ontstond, toen paus Paulus II in 1466 besloot de in zijn ogen overbodige kantoren binnen het Vaticaan op te heffen, waaronder de Accademia Romana en het kantoor waarin humanisten en dichters te werk gesteld waren om pauselijke documenten te formuleren en te controleren. Voor velen van hen was dit een lucratieve baan, maar de opheffing van de academie was des te pijnlijker daar de meeste leden toegang hadden verkregen tegen betaling. Met name Bartolomeo Platina verzette zich heftig tegen de opheffing, wat resulteerde in een kortstondige gevangenneming. Een jaar later werd Platina opnieuw opgepakt op beschuldiging van samenzweren tegen de paus, een zaak die uiteindelijk geseponeerd werd daar het ontbrak aan concrete bewijzen. Naar aanleiding van deze gebeurtenissen schreef Platina na de dood van Paulus II een biografie in zijn Vitae pontificum (Ned: Het leven van de pausen), waarin hij een zeer ongunstig beeld van de paus schetste, onder meer door te stellen dat Paulus II zich stevig verzette tegen de humanistische beweging. Bartolomeo Platina zou later onder Paulus'opvolger, Sixtus IV benoemd worden tot prefect van de (her)opgerichte bibliotheek.
Toch was paus Paulus II niet zo antihumanistisch zoals Platina in zijn biografie wil doen geloven. Paulus beschermde de universiteiten en moedigde de boekdrukkunst aan door de beide uit Duitsland afkomstige drukkers Konrad Sweynheim en Arnold Pannartz te verwelkomen, nadat zij drie jaar in het klooster van Subiaco gewerkt hadden, waar zij het eerste in Italië gedrukte boek tot stand hadden gebracht. De geestelijken Sweynheim en Pannartz waren actief tussen 1467 en 1472, en kregen al spoedig concurrentie van andere, meest uit Duitsland afkomstige drukkers.
Paulus II was een verzamelaar van boeken en kunstwerken. Zijn acties tegen bijvoorbeeld de Accademia Romana waren vooral gericht tegen het in zijn ogen niet-efficiënte werken en amorele gedrag aan de academie.

### Fraticelli en het huis Anguillara
De Fraticelli waren al eeuwen een doorn in het oog van de Rooms-Katholieke Kerk, doordat zij in de lijn van de franciscanen het armoede-ideaal nastreefden en het optreden van de Kerkelijke macht als schandalig ervoeren, en de individuele leiders ongeschikt achtten voor hun functie. Al in de 13e eeuw was deze groepering door paus Bonifatius VIII betiteld als ketters, en werden aanhangers van de Fraticelli menigmaal vervolgd.
In 1466 vond opnieuw een grootschalige vervolging plaats, waarbij verschillende leden (waaronder hun leider Stefano de’ Conti) gevangengezet werd in de Engelenburcht. Daarmee hoopte Paulus II een definitief einde te maken aan de 'immorele' praktijken van deze groepering, echter zonder succes.
Het huis Anguillara was een andere vijand binnen de pauselijke staat die Paulus II wenste te elimineren. Deze adellijke familie uit Latium had zich tegen het bestuur van de paus gericht en daarbij de macht gegrepen in diverse steden in de provincie Viterbo, ook een kerkelijk gebied. Tijdens de regering van Francesco degli Anguillara werd op initiatief van Paulus II een einde gemaakt aan de macht van het huis, Francesco geëxcommuniceerd en gevangengezet in de Engelenburcht, en alle bezittingen van de familie werden geconfisqueerd.

### Buitenland

##### De Ottomaanse kwestie
Na de val van Negroponte op 12 juli 1470 voelde paus Paulus II zich gesterkt de strijd aan te gaan met het Ottomaanse Rijk, dat een bedreiging vormde voor heel Europa. Eerdere pogingen om de keizer van het Heilige Roomse Rijk, Frederik III, te overtuigen waren mislukt. Ondanks zijn eigen afkomst voelde Paulus II er daarbij niets voor de Venetianen in de strijd te betrekken, uit vrees voor hun toenemende macht. Door toezeggingen aan leiders in Hongarije en Albanië hoopte de paus op een actieve strijd, maar resultaten bleven uit. Onderlinge verschillen en gebrek aan samenwerking waren hieraan debet, maar ook het conflict met de koning van Bohemen, George van Podiebrad, lag hieraan ten grondslag.
De Boheemse koning gold als een van de eerste Europese vorsten die zich openlijk van het katholicisme had afgewend en aanhanger was geworden van de leer van Johannes Hus. Op 23 december 1466 werd de koning door Paulus II geëxcommuniceerd en gaf hij openlijke steun aan de rebellen die zich tegen de koning verzetten. Paulus onthief de rebellen van hun eed waarmee zij trouw aan hun vorst hadden gezworen en gaf hen toestemming een afzettingsprocedure te beginnen. De koning van Hongarije, Matthias Corvinus, werd opgeroepen ten oorlog te trekken tegen Bohemen, en nadat Corvinus erin geslaagd was gebieden te veroveren werd hij door paus Paulus II in maart 1469 tot koning van Bohemen gekroond. Pas bij de dood van George van Podiebrad kwam een einde aan het conflict.

##### De Franse kwestie
In een poging de Franse koning af te laten zien van de Pragmatieke Sanctie van Bourges (1438), waarbij het gezag van de paus over de Franse bisschoppen beperkt bleef, mocht niet baten, zelfs niet toen Paulus II besloot de koning de titel van “zeer christelijke koning” te verlenen.

## Overlijden en nalatenschap

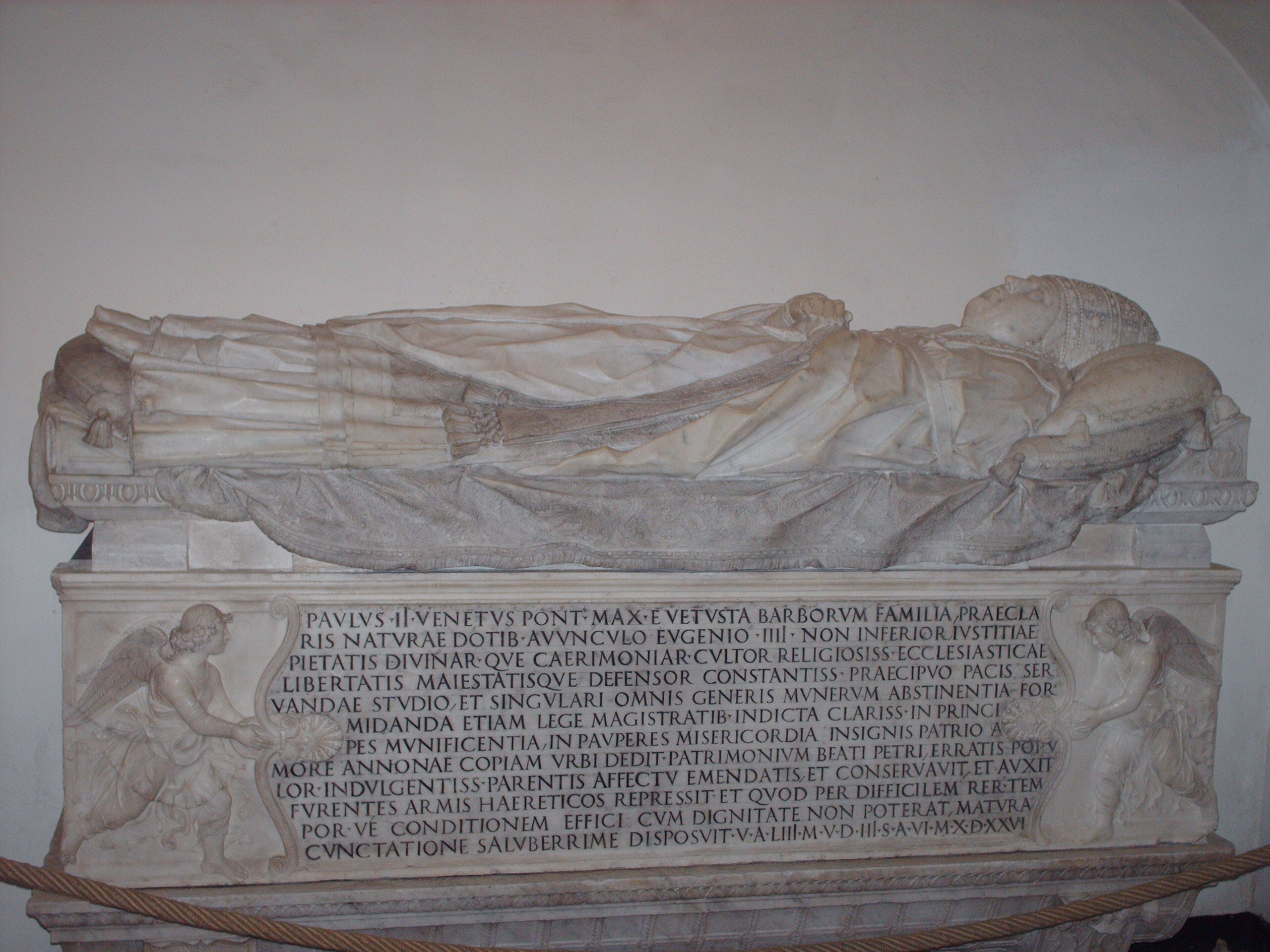
Tombe van paus Paulus II

Op 26 juli 1471 stierf Paulus II volgens bronnen aan een hartaanval na het eten van (te veel) meloenen. Hij werd begraven in de patriarchale Basiliek van het Vaticaan, waarvoor een grafmonument werd gemaakt door Mino da Fiesole en Giovanni Dalmata.
Na zijn dood werden zijn persoonlijke bezittingen openbaar, die een waarde vertegenwoordigden van ruim 600.000 dukaten (geld, juwelen en goud), ingezameld om de kruistocht tegen de Ottomanen te financieren.
Eerder genoemde overleveringen (van Platina en Infessura) gaven een zeer negatief beeld over paus Paulus II, waarbij gewezen werd op zijn immoreel gedrag (antihumanisme en illegale benoemingen), en zijn grote mate van ijdelheid en wereldlijkheid. Toch heeft paus Paulus II tijdens zijn pontificaat ook veel ondernomen ter verbetering van de uitstralingen van de stad Rome (verbetering van het stratenplan, waaronder de Via del Corso) en gold hij als een “beginnend” mecenas van de diverse kunsten, die ten tijde van de pausen onder de hoogrenaissance tot grote bloei zouden komen.
In 1786 werd ter nagedachtenis van Paulus II in Padua een standbeeld onthuld, dat op initiatief van de toen regerende paus Pius VI werd vervaardigd.